# Monosexualitet
Monosexualitet är en gemensam term för de sexuella läggningar som innebär att en person endast eller huvudsakligen kan känna sexuell attraktion till personer av ett kön. Monosexualitet innfattar både heterosexualitet och homosexualitet och är motsatsen till bisexualitet som innebär att man kan attraheras sexuellt av bägge könen. Termen kan betraktas som nedsättande eller offensiv av de personer som den tillämpas på, särskilt homosexuella personer.